# Gedenkstätte Mieste
Die Gedenkstätte Mieste ist eine denkmalgeschützte Gedenkstätte im Ortsteil Mieste der Stadt Gardelegen in Sachsen-Anhalt. Im örtlichen Denkmalverzeichnis ist sie unter der Erfassungsnummer 094 21285 als Baudenkmal verzeichnet.

## Allgemeines
Die Gedenkstätte wurde 2020 unter Denkmalschutz gestellt und ist ein Gräberfeld von Unbekannten Opfern des Faschismus.
Das Gräberfeld befindet sich auf dem Friedhof direkt an der Bundesstraße 188 zwischen Mieste und Lenz.
Auf dem Friedhof befindet sich ein Kriegerdenkmal für die Gefallenen des Zweiten Weltkriegs. In der Dorfkirche Mieste ist eine Ehrentafel für die Gefallenen und die Kriegsteilnehmer des Ersten Weltkriegs sowie eine allgemeine Kriegsopfertafel beider Weltkriege angebracht.